# Locomotiva FVS 51-52
Le locomotive 51–52 della Ferrovia Valle Seriana erano una coppia di potenti locotender di rodiggio 1-5-1, costruite nel 1924 dalla Breda di Milano per il traino di treni merci sulla linea Bergamo–Clusone.
Le locomotive prestarono servizio sulla linea per decenni, fino alla fine degli anni cinquanta; affiancate dalle locomotive diesel LD 61–62, furono radiate e demolite nel 1959 (la 51) e nel 1961 (la 52).